# Did You Know That There's a Tunnel Under Ocean Blvd (canção)
"Did You Know That There's a Tunnel Under Ocean Blvd" (estilizada em maiúsculas e minúsculas) é uma canção da cantora e compositora estadunidense Lana Del Rey, lançada em 7 de dezembro de 2022 como o primeiro single de seu nono álbum de estúdio com o mesmo nome (2023). Foi composta pela própria artista juntamente com Mike Hermosa e Jack Antonoff, sendo produzida por este último.

## Recepção critica
Sam Sodomsky da Pitchfork descreveu a canção como uma "balada lenta e sonhadora" com "momentos incidentais" e descobriu que o túnel no título da canção é "menos um ponto focal geográfico do que uma janela para o potencial que ela vê nas cenas mais familiares e nas rotas mais percorridas".

## Créditos e pessoal
Créditos adaptados do Tidal e Genius.
Gestão
Publicado pela UMG e Polydor Records — administrado por Interscope Records
Pessoal
| - Lana Del Rey — vocais, compositora, letrista, produtora, vocais de fundo - Mike Hermosa — compositor, letrista, produtor - Jack Antonoff — compositor, letrista, produtor, mixagem - Drew Erickson — produtor - Zach Dawes — produtor - Shikena Jones — vocais de fundo - Voncielle Faggett — vocais de fundo - Melodye Perry — vocais de fundo - Logan Hone — saxofone, clarinete - Paul J. Cartwright — violino - Wynton Grant — violino - Charlie Bisharat — violino - Andrew Bulbrook — violino - Christine Kim — violoncelo - Jake Braun — violoncelo | - Benji Lysaght — efeito de áudio, violão - Jim Keltner — bateria - Ruairi O’Flaherty — masterização - Dean Reid — engenheiro de gravação - Laura Sisk — engenheiro de gravação - Michael Harris — engenheiro de gravação - Bill Mims — engenheiro assistente de gravação - Ivan Handwerk — engenheiro assistente de gravação - Mark Aguilar — engenheiro assistente de gravação - Ben Fletcher — engenheiro assistente de gravação - Jon Sher — engenheiro assistente de gravação - Megan Searl — engenheiro assistente de gravação - Brian Rajaratnam — engenheiro assistente de gravação - Matt Tuggle — engenheiro assistente de gravação |

## Histórico de lançamento
| Região | Data                  | Formato                    | Versão   | Gravadora          | Ref.        |
| ------ | --------------------- | -------------------------- | -------- | ------------------ | ----------- |
| Várias | 7 de dezembro de 2022 | Download digital streaming | Original | Interscope Polydor | [ 6 ] [ 7 ] |